# Pokrajina Vercelli
Pokrajina Vercelli (v italijanskem izvirniku Provincia di Vercelli, izg. provinča di verčeli) je ena od osmih pokrajin, ki sestavljajo italijansko deželo Piemont. Na severu meji s pokrajino Verbano-Cusio-Ossola in s Švico, na vzhodu s pokrajino Novara in z deželo Lombardija, na jugu s pokrajino Alessandria in na zahodu z metropolitanskim mestom Torino in s pokrajino Biella ter z deželo Dolina Aoste.

## Večje občine
Glavno mesto je Vercelli, ostale večje občine so (podatki 30.06.2006):
| Občina      | Prebivalcev |
| ----------- | ----------- |
| Vercelli    | 44.967      |
| Borgosesia  | 13.755      |
| Santhià     | 9.283       |
| Gattinara   | 8.610       |
| Crescentino | 7.843       |
| Trino       | 7.806       |
| Varallo     | 7.400       |

## Naravne zanimivosti
V občini Trino se nahaja ena največjih jedrskih elektrarn v Italiji, zaprta leta 1986 z zakonom, ki je prepovedal "atomske centrale" za pridobivanje energije. Ekološko vzdrževanje neobratujoče nuklearke stane državo skoraj milijardo evrov letno.
Seznam zaščitenih področij v pokrajini:
- Krajinski park Alta Valsesia (Parco naturale Alta Valsesia)
- Krajinski park Lame del Sesia (Parco naturale delle Lame del Sesia)
- Krajinski park Monte Fenera (Parco naturale del Monte Fenera)
- Naravni rezervat Garzaia di Carisio (Riserva naturale speciale della Garzaia di Carisio)
- Naravni rezervat Isolone di Oldenico (Riserva naturale speciale dell' Isolone di Oldenico)
- Naravni rezervat Garzaia di Villarboit (Riserva naturale speciale della Garzaia di Villarboit)
- Naravni rezervat Baragge (Riserva naturale orientata delle Baragge)

## Zgodovinske zanimivosti
V trinajstem stoletju je bilo mesto Vercelli svobodna komuna, čigar posestva so bila precej večja od današnje istoimenske pokrajine. Bilo je med najbogatejšimi mesti na polotoku. Leta 1243 je bila tu ustanovljena prva univerza v Piemontu (peta v severni Italiji, po Bologni, Pavii, Padovi in Vicenzi). Vercelli je bila prva italijanska komuna, ki je odpravila tlako.